# Ronde van Italië 2020/Dertiende etappe
De dertiende etappe van de Ronde van Italië 2020 werd verreden op 16 oktober tussen Cervia en Monselice. 
| Cervia – Monselice (192,0 km) |                    |                       |          |
| Plaats                        | Naam               | Ploeg                 | Tijd     |
| 1                             | Diego Ulissi       | UAE Team Emirates     | 4u22'18" |
| 2                             | João Almeida       | Deceuninck–Quick-Step | z.t.     |
| 3                             | Patrick Konrad     | BORA-hansgrohe        | z.t.     |
| 4                             | Tao Geoghegan Hart | Team INEOS Grenadiers | z.t.     |
| 5                             | Mikkel Honoré      | Deceuninck–Quick-Step | z.t.     |
| 6                             | Sergio Samitier    | Movistar Team         | z.t.     |
| 7                             | Jakob Fuglsang     | Astana Pro Team       | z.t.     |
| 8                             | Peio Bilbao        | Bahrain McLaren       | z.t.     |
| 9                             | Vincenzo Nibali    | Trek-Segafredo        | z.t.     |
| 10                            | Jai Hindley        | Team Sunweb           | z.t.     |
|                               |                    |                       |          |
| 11                            | Wilco Kelderman    | Team Sunweb           | z.t.     |
| 22                            | Thomas De Gendt    | Lotto Soudal          | + 23"    |

| Algemeen klassement |                    |                       |           |
| Plaats              | Naam               | Ploeg                 | Tijd      |
| Roze trui           | João Almeida       | Deceuninck–Quick-Step | 49u21'46" |
| 2                   | Wilco Kelderman    | Team Sunweb           | + 40"     |
| 3                   | Peio Bilbao        | Bahrain McLaren       | + 49"     |
| 4                   | Domenico Pozzovivo | NTT Pro Cycling       | + 1'03"   |
| 5                   | Vincenzo Nibali    | Trek-Segafredo        | + 1'07"   |
| 6                   | Patrick Konrad     | BORA-hansgrohe        | + 1'17"   |
| 7                   | Jai Hindley        | Team Sunweb           | + 1'25"   |
| 8                   | Rafał Majka        | BORA-hansgrohe        | + 1'27"   |
| 9                   | Fausto Masnada     | Deceuninck–Quick-Step | + 1'42"   |
| 10                  | Jakob Fuglsang     | Astana Pro Team       | + 2'26"   |
|                     |                    |                       |           |
| 29                  | Harm Vanhoucke     | Lotto Soudal          | + 41'16"  |

## Opgaves
1e etappe ·
2e etappe ·
3e etappe ·
4e etappe ·
5e etappe ·
6e etappe ·
7e etappe ·
8e etappe ·
9e etappe ·
10e etappe ·
11e etappe ·
12e etappe ·
13e etappe ·
14e etappe ·
15e etappe ·
16e etappe ·
17e etappe ·
18e etappe ·
19e etappe ·
20e etappe ·
21e etappe
Startlijst · Eindstanden · Afbeeldingen